# Jonathan Evans (homme politique)
Jonathan Peter Evans (né le 2 juin 1950) est un homme politique britannique. 
Après une formation d'avocat, il est député conservateur de Brecon et Radnorshire entre 1992 et 1997, puis député européen du Pays de Galles entre 1999 et 2009. Il est député de Cardiff North de 2010 à 2015. Il est président de la British Insurance Brokers Association depuis le 1er janvier 2020.

## Carrière professionnelle
Né à Tredegar, Evans fait ses études à la Lewis School de Pengam, à la Howardian High School de Cardiff et au Law Society's College of Law de Guildford et de Londres. Il se forme auprès des avocats Leo Abse et Cohen à Cardiff à partir de 1968 et rejoint le cabinet après sa qualification en 1973, devenant associé en 1987. En 1997, il est nommé directeur des assurances au bureau de la ville de Londres d'Eversheds, le principal cabinet d'avocats mondial, et reste consultant de la pratique jusqu'en 2009. Il est aussi consultant sur les enjeux du marché de l'assurance de Londres auprès de plusieurs grandes sociétés d'assurance nord-américaines.
Il est un ancien vice-président de la Welsh Housing Corporation (Tai Cymru). En 1995, il est nommé membre de la Royal Society of Arts. De 1999 à 2009, il siège aux conseils d'administration de la NFU Mutual and Country Mutual Insurance Brokers. Entre 2005 et 2009, il est président du conseil de Pearl Group Limited et, de 2009 à 2016, président non exécutif des compagnies d'assurance Phoenix Life.
En avril 2015, après avoir démissionné de son poste de député de Cardiff North, il devient président non exécutif d'Allied World Managing Agency, qui gère le Lloyd's Syndicate 2232. Il rejoint le conseil d'administration d'Allied World Assurance Company Holdings .
En septembre 2015, il devient Freeman de la City de Londres. Il reçoit le Lifetime Achievement Award aux British Insurance Awards 2016 au Royal Albert Hall le 6 juillet 2016. En mai 2018, il rejoint le conseil d'administration de la British Insurance Brokers Association et en devient président en janvier 2020.

## Carrière politique
Evans se présente pour la première fois au Parlement à l'âge de 23 ans. En février et octobre 1974, il est le candidat du Parti conservateur pour le siège ultra-sûr du parti travailliste d'Ebbw Vale, perdant face à Michael Foot, plus tard chef du parti travailliste. En 1979, il se présente à Wolverhampton North East, obtenant l'un des plus hauts swings pro-conservateurs du Royaume-Uni, mais est battu par Renee Short. Il se présente à l'élection générale de 1987 dans la circonscription marginale de Brecon et Radnorshire, mais perd l'élection par 56 voix face au député libéral Richard Livsey .
Aux élections générales de 1992, il bat Livsey (qui est alors un démocrate libéral) par 130 voix  dans l'un des trois seuls gains conservateurs aux élections de 1992 et prend son siège à la Chambre des communes. Après deux ans au Parlement, il est nommé ministre subalterne du gouvernement John Major, en tant que secrétaire parlementaire du Lord grand chancelier ; Ministre des affaires corporatives au ministère du Commerce et de l'Industrie ; puis servant sous William Hague comme sous-secrétaire d'État pour le Pays de Galles de 1996 à 1997. Cependant, aux élections générales de 1997, les libéraux démocrates reprennent son siège.
Aux élections du Parlement européen de 1999, Evans est élu député européen du Pays de Galles, et il est réélu aux élections européennes de 2004. Il est chef des conservateurs au Parlement européen de 2001 à 2004. De 2004 à 2009, il est président de la délégation du Parlement européen pour les relations avec le Congrès américain et coprésident du dialogue transatlantique des législateurs. À la suite de la décision du président Bush et d'Angela Merkel de créer le Conseil économique transatlantique, il devient président du conseil consultatif du Conseil. En août 2007, il est choisi pour se présenter au siège très marginal de Cardiff North aux élections générales de 2010. Evans quitte le Parlement européen aux élections de 2009 et est remplacé par Kay Swinburne. Evans remporte le siège de Cardiff Nord avec une majorité de 194 voix. Il devient président du groupe parlementaire multipartite sur les marchés et services financiers de gros et du groupe parlementaire multipartite sur les assurances et les services financiers. Il est également président du groupe transpartisans sur les mutuelles et parraine la loi de 2015 sur les mutuelles (actions différées) par le biais de la Chambre des communes. Il est député de Cardiff North de mai 2010 à mars 2015. Entre 2006 et 2015, il est président de l'Association des clubs conservateurs. Il est également président du comité politique du Carlton Club entre 2013 et 2015. Il est président du Parti conservateur gallois de 2014 à 2017.

## Vie privée
Evans est marié à Margaret et a trois enfants (Angharad, Rhianydd et Nicholas).
Il est supporter du Cardiff City Football Club et du Cardiff Blues Rugby Club.
Catholique romain, il est l'un des principaux militants pro-vie de la Société pour la protection des enfants à naître et lance son antenne galloise à Cardiff dans les années 1990. Il est vice-président de l'Union catholique de Grande-Bretagne depuis 2001.